# Evan Thomas
Evan Welling Thomas III (Huntington, 25 april 1951) is een Amerikaanse journalist, historicus, en auteur. Hij heeft dertien boeken geschreven, waaronder drie New York Times bestsellers.

## Biografie
Thomas werd geboren in Huntington, New York en groeide op in Cold Spring Harbor. Hij behaalde zijn Bachelor of Arts aan de Phillips Academy van de Harvard-universiteit, en studeerde rechten aan de rechtenfaculteit van de Universiteit van Virginia. Van 1977 tot 1986 werkte hij voor Time Magazine. Van 1986 tot 2010 werkte hij voor Newsweek. Hij schreef onder andere de verkiezingsspecials van Newsweek voor de Amerikaanse presidentsverkiezingen van 1996, 2000, 2004 en 2008.
Van 2010 tot 2015 was Thomas professor in de journalistiek aan de Princeton-universiteit. Daarnaast heeft hij gedoceerd aan de Harvard-universiteit.

## Prijzen
- National Magazine Award 1999